# 泰裔美國人
泰裔美國人 (formerly referred to as 暹羅美國人)是具有泰國血統的美國人。

## 歷史
和華裔美國人，日裔美國人相比，泰國人移民美國的時間是比較新近的。它開始於越南戰爭期間和之後，泰國是美國和南越的盟友。記錄顯示，在1960年至1970年的十年間，約有5,000名泰國人移民到美國。在接下來的十年中，這個數字增加到了44,000名。從1981年到1990年，大約有64,400名泰國公民移居美國。
泰國移民的總體趨勢可以說是相對穩定的上升速度，除了2006年的高峰，這標誌著2月份泰國議會的解散和9月份的政變。從2007年到2008年，數字回落到正常水平，直到 2009年，由於君主制皇家軍隊與相對較新成立的民主政府之間的脫節，導致一年的軍事和政治動盪。
根據2000年的人口普查，美國有150,093名泰國人。
2009年，304,160名美國居民將自己列為泰國人。
根據2017年美國社區調查，有319,794名泰國人。

## 人口統計
洛杉磯擁有亞洲以外最大的泰國人口。它是世界上第一個泰國城的所在地。2002年，據估計有超過80,000名泰國人和泰裔美國人居住在洛杉磯。其他大型泰國人社區位於內華達州的克拉克縣、伊利諾伊州的庫克縣、德克薩斯州的塔蘭特縣、加利福尼亞州的奧蘭治縣、聖貝納迪諾縣、聖地亞哥縣、舊金山、弗雷斯諾和薩克拉門托、華盛頓州的金縣和馬里蘭州的蒙哥馬利縣。

### 統計
移民政策研究所的數據
泰國出生的人口:
| 年   | 數字    | 誤差範圍 |
| ---- | ------- | -------- |
| 2000 | 169,801 | -        |
| 2006 | 186,526 | +10,506  |
| 2007 | 195,948 | +9,668   |
| 2008 | 199,075 | +8,633   |
| 2009 | 203,384 | +8,921   |
| 2010 | 222,759 | +9,960   |
| 2011 | 239,942 | +13,087  |

新的合法永久性居民:
| 年   | 數字   |
| ---- | ------ |
| 2000 | 3,753  |
| 2001 | 4,245  |
| 2002 | 4,144  |
| 2003 | 3,126  |
| 2004 | 4,318  |
| 2005 | 5,505  |
| 2006 | 11,749 |
| 2007 | 8,751  |
| 2008 | 6,637  |
| 2009 | 10,444 |
| 2010 | 9,384  |
| 2011 | 9,962  |
| 2012 | 9,459  |
| 2013 | 7,583  |
| 2014 | 6,197  |
| 2015 | 7,502  |
| 2016 | 7,039  |

獲得美國公民身份的泰國人:
| 年   | 數字  |
| ---- | ----- |
| 2000 | 5,197 |
| 2001 | 4,088 |
| 2002 | 4,013 |
| 2003 | 3,636 |
| 2004 | 3,779 |
| 2005 | 4,314 |
| 2006 | 4,583 |
| 2007 | 4,438 |
| 2008 | 6,930 |
| 2009 | 4,962 |
| 2010 | 4,112 |
| 2011 | 5,299 |
| 2012 | 6,585 |
| 2013 | 5,544 |
| 2014 | 4,805 |
| 2015 | 5,213 |
| 2016 | 5,211 |

## 對美國的文化影響
泰裔美國人以將泰式烹飪帶到美國而聞名。泰國菜風靡全國，即使是非泰國餐廳，菜單上也可能包括受泰國影響的菜餚。
泰國文化在美國的突出地位與其人數不成比例。越南戰爭期間美軍在泰國的駐紮使士兵們接觸到了泰國文化和美食，其中許多人將來自泰國的妻子帶來美國定居。

## 政治參與
2003 年，兩名泰裔美國人參加市政選舉，一名在加利福尼亞州阿納海姆，另一名在德克薩斯州休斯頓，最後雙方都輸了。
然而，2006年11月7日，戈帕特·亨利·查倫當選為加利福尼亞州拉帕爾馬市議會議員，成為第一位有泰國血統的美國官員。2007年12月18日，他成為美國城市的第一位泰裔美國市長。
2010年，周永康成為第一位當選國會議員的泰裔美國人，他之前曾在夏威夷州議會和檀香山議會任職。
譚美·達克沃斯，泰裔美籍伊拉克戰爭老兵，以民主黨在伊利諾州第6選區競選國會2006年美國眾議院中期選舉。她以微弱優勢被擊敗，並擔任美國退伍軍人事務部公共和政府間事務助理部長兩年。 她之前是伊利諾伊州退伍軍人事務部的主任。她被認為可能被提名為美國參議院，以填補巴拉克·奧巴馬當選美國總統造成的空缺；然而，羅蘭·伯里斯被任命了。2012年11月6日，達克沃斯當選美國國會議員，代表伊利諾伊州第8區。2016年11月8日，她當選為伊利諾伊州的初級參議員，此前該席位由巴拉克·奧巴馬(Barack Obama) 擔任。
普密蓬·阿杜德，前國王和泰國國家元首，1927年12月5日出生於馬薩諸塞州劍橋市奧本山醫院。當時，他的父親正在哈佛大學學習。他是歷史上唯一一位在美國出生的君主。

## 外部連結
1. ↑  . United States Census Bureau.   [October 9, 2018]. （原始内容存档于April 11, 2019）.
2. ↑  Megan Ratner,  "Thai Americans." Gale Encyclopedia of Multicultural America, edited by Thomas Riggs, (3rd ed., vol. 4, Gale, 2014), pp. 357-368. Online （页面存档备份，存于）
3. ↑  2009 年美國社區調查
4. ↑   (PDF).   [October 17, 2019]. （原始内容存档 (PDF)于October 17, 2019）.
5. ↑  . migrationinformation.org.   [April 5, 2018]. （原始内容存档于October 31, 2013）.
6. ↑  Times, Barbara Crossette and Special To the New York. . The New York Times. December 15, 1987  [April 5, 2018]. （原始内容存档于April 5, 2018）.